# Thetafunktion av ett gitter
Inom matematiken är thetafunktionen av ett gitter en funktion vars koefficienter ger antalet vektorer av given norm.

## Definition
Till ett godtyckligt (positiv-definit) gitter Λ kan man associera thetafunktionen
{\displaystyle \Theta _{\Lambda }(\tau )=\sum _{x\in \Lambda }e^{i\pi \tau \|x\|^{2}}\qquad \mathrm {Im} \,\tau >0.}
Thetafunktionen av ett gitter är då en analytisk funktion i övre halvplanet. Thetafunktionen av ett jämnt unimodulärt gitter av rang n är en modulär form av vikt n/2. 